# 威廉·克罗夫特
威廉·克罗夫特（英語：William Croft；1678年12月30日—1727年8月14日）是一個英國作曲家和管風琴手。
克罗夫特出生在沃里克郡艾丁顿的莊園裡，在皇室小禮拜堂完成教育，師從約翰·布羅直到1698年。到了1700年他已經成為了蘇活區聖安妮教堂裡的管風琴手.。1707年，他取代了自殺身亡的耶利米·克拉克，成為皇家小禮拜堂的孩童導師（其中的學生包含毛利斯.格林），接下來的一年裡，他更接替約翰·布洛成為西敏寺的管風琴手。並為安妮女王的葬禮以及隔年，1714年英王喬治一世加冕儀式作曲。
1724年，克罗夫特出版了《音樂敬拜》一書，其中匯整了許多教會音樂，這是第一本統整教會敬拜音樂的樂譜出版品。其後，他的健康開始惡化，在巴斯逝世。